# Chöying Drölma

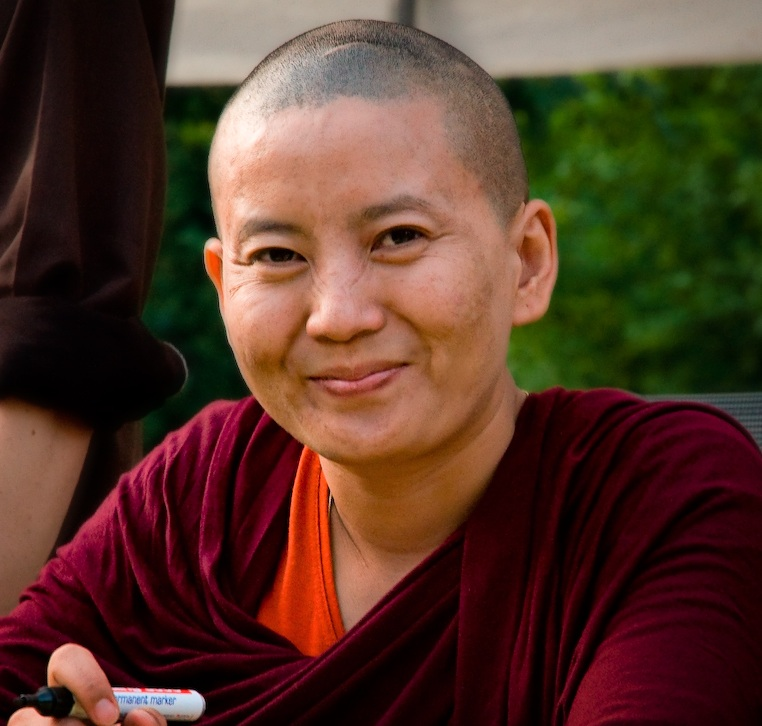
Chöying Drölma

Ani Chöying Drölma (tib.: a ni chos dbyings sgrol ma; * 4. Juni 1971 in Kathmandu; auch: Choying Drolma, Choying Dolma; Ani: „Nonne“ ist ein Ehrentitel) ist eine nepalesische Nonne und Sängerin.

## Leben
Chöying Drölma wurde als Kind von Exiltibetern in Kathmandu, Nepal, geboren. Sie trat mit 13 Jahren in das buddhistische Kloster Nagi Gompa ein, wo sie 12 Jahre in den religiösen Disziplinen unterrichtet wurde, zu denen auch das Chanting gehört. Danach war sie von 1985 bis zu seinem Tod 1996 persönliche Mitarbeiterin des Lama Trülku Urgyen. Nach seinem Tod nahm der Jazz-Musiker Steve Tibbetts in einem Kloster ihren Gesang auf und unterlegte ihn mit Musik. Damit begann sie ihre Karriere als Sängerin und nutzte die Einnahmen aus Auftritten und Verkäufen der CDs und Bücher, um bereits 1998 die Stiftung Nuns Welfare Foundation zu gründen. Schon im Jahr 2000 eröffnete die Arya-Tara-Nonnenschule, die 2007 um die Thangka-Malschule ergänzt wurde, die einzige Schule, auf der die traditionelle tibetische Malweise an Nonnen vermittelt wird. Weiterhin nimmt sie seit 2000 an Konferenzen zu den Themen Frauen und Buddhismus teil.
In ihrer Heimat Nepal ist sie ein Medienstar, der nicht nur die nepalesische Hitparade anführte, sondern es bis in die US-Hitlisten geschafft hat. Sie spricht Nepalesisch, Tibetisch, Hindi, Englisch und Deutsch.

## Leistungen
Seit 1998 reist sie durch Nordamerika und Europa, 2005 auch mit Steve Tibbetts (Gitarre) und Marc Anderson (Schlagzeug). Sie hat mehrere CDs aufgenommen und eine Biografie geschrieben. 2008 sorgte sie bei dem Besuch des Dalai Lama in Deutschland für den musikalischen Rahmen.

## Werke
- Chö, mit Steve Tibbetts, 1997
- Dancing Dakini, mit Sina Vodjani, 2000
- Moments of Bliss, 2004
- Selwa, mit Steve Tibbetts, 2004
- Smile, 2005
- Inner Peace, 2006
- Inner Peace 2, 2010
- Ich singe für die Freiheit. Übers. Eliane Hagedorn und Bettina Runge, Blanvalet, München, 2009, 256 Seiten, ISBN 978-3-7645-0319-2 (Originaltitel: Ma voix pour la liberté, Originalverlag: Oh! Editions).